# Peter Wilhelm App
Peter Wilhelm App (* 15. November 1803 in Darmstadt, Landgrafschaft Hessen-Darmstadt; † 7. Januar 1855 ebenda) war ein deutscher Historien- und Porträtmaler sowie Hofmaler Ludwig II. von Hessen-Darmstadt.

## Leben

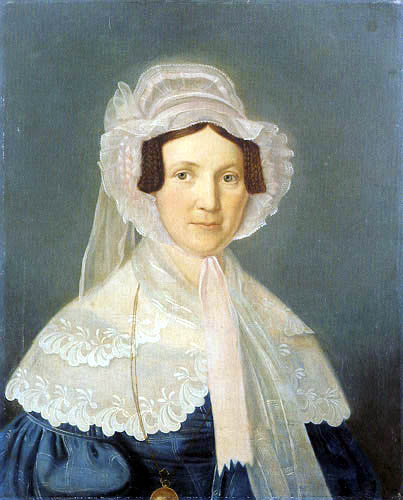
Amalie Christiane Niebergall

App besuchte 1818 die großherzogliche Zeichenschule im Residenzschloss Darmstadt. Am 10. Juli 1819 schrieb er sich für das Fach Malerei an der Königlichen Akademie der Bildenden Künste in München ein. Dann wechselte er an die Kunstakademie Düsseldorf, wo Peter Cornelius sein Lehrer war. Dieser gab ihm und Wilhelm Röckel den Auftrag, zur Vorbereitung von Fresken im Schloss Eller bei Düsseldorf Kartons zu entwerfen. Zur Ausführung der Fresken kam es jedoch nicht. Ab 1828 lebte App in Rom und gehörte zu jenem Kreis von „Deutschrömern“, der sich für nazarenische Ideale begeisterte. App schuf damals religiöse Bilder im Stil dieser Kunstrichtung, später auch profane Historienbilder. Darmstädter Künstler, die er seinerzeit dort traf, waren etwa Jakob Felsing und August Lucas.
1832 kehrte App nach Darmstadt zurück. 1841 präsentierte er dort sein Historienbild Hermann, als Sieger zu den Seinigen zurückkehrend. Der Ertrag aus der Ausstellung war für die Errichtung des Hermannsdenkmals bestimmt. 1843 ernannte ihn Großherzog Ludwig II. von Hessen-Darmstadt zum Hofmaler. Es folgten Porträtaufträge der großherzoglichen Familie und der bürgerlichen Gesellschaft.